# Nage-Waza (Yuishinkan)
Nage-Waza sind eine Reihe spezieller Partnerformen (Yakusoku-Kumite) mit festgelegten Angriffs-, Block-, Konter- und Wurftechniken in der Yuishinkan-Unterströmung des Gōjū-Ryū-Karate. Auch in anderen Stilrichtungen des Karate werden Wurftechniken, meist dem Judo oder Aikido entlehnt, angewandt.

## Allgemeines
Die Nage-Waza des Yuishinkan enthalten Würfe, Fußfeger und Hebel. Vor dem Wurf wird grundsätzlich mit einer Tritt-, Schlag- oder Stosstechnik gekontert.

## Herkunft
Kisaki Tomoharu, der u. a. den dritten Dan im Judo innehatte, entwickelte die ersten zwölf Nage-Waza. Fritz Nöpel ergänzte später 24 weitere.

## Die Yuishinkan Nage-Waza
| Nummer | Angriff           | Abwehr und Konter |
| ------ | ----------------- | --- |
| 1      | Chūdan Oizuki     | Zurückgleiten mit Ude Uchi-uke links, Chūdan Mae-geri und ohne den Fuß abzusetzen das vordere Bein des Angreifers von hinten fegen und ihn zu Fall bringen. Mit Gedan Gyakuzuki nachsetzen. |
| 2      | Chūdan Oizuki     | Zurückgleiten mit Ude Uchi-uke links, Gedan Mae-geri, Jōdan Empi-uchi, den Arm packen und den Angreifer über die Schulter zu Boden werfen, mit Gyakuzuki nachsetzen. |
| 3      | Chūdan Mae-geri   | Nach rechts drehen in Heikō dachi, mit Nagashi-uke und Auffangen des Beines. Zufassen auch mit der rechten Hand, Bein nach links an der eigenen linken Hüfte vorbeiführen, Kin-Geri rechts absetzen zwischen den Beinen des Angreifers, hinter seinem linken Bein und Werfen durch Zug mit der linken und Druck mit der rechten Hand auf die linke Schulter vom Angreifer. Gefaßtes Bein weiter kontrollieren, Tsuki zum Unterleib des Angreifers, Überwerfen des Beines und Kakato-geri. |
| 4      | Jōdan Oizuki      | Ausweichen 45° rechts in Heiko-Dachi mit Nihon-Nukite Jōdan, vor dem Angreifer untertauchen, mit der linken Hand von außen zum Fußknöchel und mit der rechten Hand zur Knieseite – mit der linken Hand das Bein nach rechts hoch bringen, so dass der Angreifer zu Fall kommt. Mit einer Fußtechnik die Aktion beenden. |
| 5      | Chūdan Oizuki     | Ausweichen 45° links mit Teishō-uke, Chūdan Tate-Zuki. Überkreuzschritt des rechten Fußes und Werfen des Angreifers durch Hebelwirkung auf seine mit den Händen blockierten Knie und Druck der Schulter auf die Oberschenkelrückseite. Kagate-Geri zum Steißbein. Ausfallschritt und Gyakuzuki zum Kopf. |
| 6      | Chūdan Oizuki     | Zurückgleiten mit Ude Uchi-uke, Chūdan Mae-geri und gleichzeitig fassen des Armes des Angreifers, Jōdan Shuto-Uchi rechts und Tomoe-Nage rechts. Festhalten des Angreifers nach dem Wurf und mit einer Tsuki- oder Uchi-Technik die Aktion beenden. |
| 7      | Chūdan Oizuki     | Mit linkem Bein nach hinten ausweichen, Ude Uchi-uke rechts und Fassen des Arms, Chūdan Mae-geri in die Seite des Angreifers, seitliche Stellung zum Angreifer einnehmen und Werfen durch plötzliche Schrittverlängerung, linke Hand unter seinem Oberarm, rechte Hand an seinem Handgelenk und gestreckten Arm im Vorwärtsfallen nach hinten überdrehen, so dass der Angreifer sich überschlägt. Danach mit einer der Entfernung angemessenen Fuß- oder Fausttechnik die Aktion beenden. |
| 8      | Chūdan Oizuki     | Mit dem linken Bein nach hinten ausweichen, Kake-Uke, und Fassen des Handgelenks. Chūdan Mawashi-geri in die Körperseite des Angreifers, sich vor den Körper des Angreifers stellen und gleichzeitig den Angriffsarm mit der Faustöffnung nach oben drehen und mit einem Riegelstreckhebel die Aktion beenden. |
| 9      | Tetsui-Uchi Jōdan | Mit dem linken Bein nach hinten ausweichen, Juji-Uke Jōdan. Angreifenden Arm festhalten, Kin-Geri und mit Abwärts-Aufwärtsschwung nach rechts herumführen, selbst steht man mit dem Rücken vor dem Angreifer und hebelt den geführten Arm über die eigene Schulter. |
| 10     | Chūdan Mae-geri   | Ausweichen in Zenkutsu dachi nach links 45°, Auffangen des Tritts durch Umklammern des Unterschenkels mit dem rechten Arm. Eindrehen und Jōdan Tsuki links den Karategi fassen mit links und Werfen durch Ausheben mit rechts. Fegen des linken Standbeins mit dem linken Fuß und Zug der linken Hand nach unten. Mit Kakato-geri die Aktion beenden. |
| 11     | Chūdan Mae-geri   | Mit dem linken Bein nach hinten ausweichen, Haraiotoshi-uke, Chūdan Mawashi-geri (Mawashi-hiza-geri) Zufassen links und Wurf durch Zug nach hinten unter Ashi-barai mit dem linken Fuß, Abschlusstechnik mit Gyakuzuki zum Kopf. |
| 12     | Chūdan Oizuki     | Kata-guruma]. Mit Kakato-geri die Aktion beenden. |
| 13     | Chūdan Oizuki     | Mit Zenkutsu dachi nach links 45° ausweichen, gleichzeitig mit Teishō-uke blocken und mit Gyakuzuki zur rechten Körperseite kontern, Kansetsu-geri mit rechts zur rechten Kniekehle des Angreifers, so dass er auf die Knie geht. Nachsetzen mit Nakadaka-ippon-ken oder Tetsui-uchi. |
| 14     | Chūdan Oizuki     | Nach rechts im Heikō dachi ausweichen und den Tsuki mit Teishō-uke rechts blocken, Yoko-empi-uchi mit rechts zum Kopf, mit Hüftdrehung Gedan Tetsui-uchi, Blickrichtung vom Angreifer abgewandt, mit Ashi-barai rechts den Angreifer zu Fall bringen. |
| 15     | Jōdan Oizuki      | Mit Zenkutsu dachi nach links 45° ausweichen, gleichzeitig mit Gedan Haitō-uchi kontern und mit gestrecktem rechten Arm links am Hals des Angreifers vorbeiführen, nachdem das rechte Bein hinter dem rechten Bein des Angreifers steht mit einer Körperdrehung links den Angreifer zu Fall bringen, so dass er mit dem Bauch nach unten zu liegen kommt. Mit Gyakuzuki zum Kopf die Aktion beenden.                                                                                      |
| 16     | Chūdan Oizuki     | Nach rechts mit Heikō dachi 45° ausweichen und mit Jōdan Teishō kontern, mit Teishō zum Kopf nachsetzen und den Stand des Angreifers mit Übersetzen des rechten Beins brechen. Dabei mit dem linken den rechten Arm halten und den Angreifer zu Fall bringen. Mit Kakato-geri nachsetzen. |
| 17     | Chūdan Oizuki     | Mit einer Körperdrehung nach rechts in Heikō dachi ausweichen, gleichzeitig von oben den Arm packen und mit der linken Schulter gegen den angreifenden Arn drücken. Mit der linken Hand Teishō nachsetzen und den Gegner zu Fall bringen, mit Kin-geri die Aktion beenden. |
| 18     | Chūdan Oizuki     | Zurückgleiten und den Angriff mit beiden Händen abfangen und festhalten Kin-geri und den Arm des Angreifers nach rechts drehen und nach vorn zu Boden führen. Mit Gyakuzuki links nachsetzen. |
| 19     | Chūdan Oizuki     | Mit Zenkutsu dachi nach links 45° ausweichen. Mit Empi-uke von oben den angreifenden Arm abwehren und mit Jōdan Uraken-uchi kontern, mit dem linken Knie den Angreifer unter dem Oberschenkel fegen und zu Fall bringen. Mit Gyakuzuki zum Kopf abschließen. |
| 20     | Chūdan Mae-geri   | Nach rechts drehen in Heikō dachi, mit Nagashi-uke abwehren und das Bein festhalten, den Fuß des Angreifers mit beiden Händen nach rechts drehen, so dass der Angreifer sich nach rechts drehen muss. Mit Kin-geri kontern und ihn zu Fall bringen. |
| 21     | Tetzui-Uchi Jōdan | Mit Zenkutsu dachi nach links 45° ausweichen mit Age-uke abwehren, rechtes Bein vorsetzen, so dass man fast hinter dem Angreifer steht und mit Empi-uchi zum Hinterkopf des Angreifers kontern. Mit rechts um den Hals und ihn von hinten zu Fall bringen. Mit Morote zuki zum Kopf die Aktion beenden. |
| 22     | Jōdan Oizuki      | Tief nach links ausweichen, so dass das rechte Knie den Boden berührt. Mit Age-zuki zum Hoden des Angreifers, den Karategi mit rechts packen und ihn über die rechte Seite zu Fall bringen. Mit der linken Hand zum Bein nachhelfen und mit einer Tsuki-Technik die Aktion beenden. |
| 23     | Chūdan Mae-geri   | Zurückgleiten mit links Sukui-uke abwehren, Jōdan Gyakuzuki und Kansetu-geri zur linken Kniekehle das Angreifers, mit Empi-uchi zum Kopf nachsetzen. |
| 24     | Chūdan Oizuki     | Den Angreifer mit dem linken Bein schnell und kräftig fegen und sofort mit Gyakuzuki oder Kakato-geri nachsetzen. |